# Río del Oro (Bahía Snug)
El río del Oro es un curso de agua natural que fluye en la Región de Magallanes y desemboca en la bahía Snug, península de Brunswick, en la ribera norte del estrecho de Magallanes.

## Trayecto
La cuenca del río Del Oro está ubicada en el extremo sur de la península de Brunswick, a 70 km al suoeste de Punta Arenas y 7 km al oeste de cabo Froward, la costa más austral del continente americano.: 9  Tiene un trayecto de 30 km y no tiene lagos o lagunas en su cuenca y debido a su difícil acceso, el río ha logrado mantener su condición natural.: 47 
Su cuenca abarca un área de 297 km², de los que un 57% esta cubierto por bosques, 5,2 por turbales, 14,9% por matorrales y un 21% del área sobrepasa la altura que limita la vegetación.: 11 
El Derrotero del Estrecho de Magallanes, Tierra del Fuego i canales de la Patagonia: desde el Canal de Chacao hasta el Cabo de Hornos de Ramón Serrano Montaner describe su desembocadura: El rio del Oro, al desaguar en esta bahía, ha formado un banco parejo de fango, el cual constituye un buen tenedero; pero el escandallo solo acusará conchuelas desmenuzadas.

## Caudal y régimen
A partir de los datos recopilados en la estación río San Juan de la Posesión en la desembocadura se han estimado los caudales del río del Oro. Su caudal representativo varía entre 10 m³/s en verano hasta 30 m³/s en invierno, según muestra el gráfico de la fuente citada.: 48 . Se trata de un régimen nivo-pluvial con grandes caudales en invierno, pero con un máximo en los meses de septiembre y octubre.: 32 

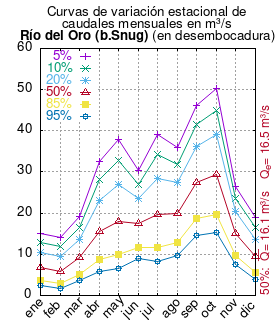
Los datos de este gráfico han sido extrapolados a partir de los datos del río San Juan de la Posesión, que si tiene una estación pluviométrica.

El caudal del río (en un lugar fijo) varía en el tiempo, por lo que existen varias formas de representarlo. Una de ellas son las curvas de variación estacional que, tras largos periodos de mediciones, predicen estadísticamente el caudal mínimo que lleva el río con una probabilidad dada, llamada probabilidad de excedencia. La curva de color rojo ocre (con {\displaystyle {\color {Red}\vartriangle }}) muestra los caudales mensuales con probabilidad de excedencia de un 50%. Esto quiere decir que ese mes se han medido igual cantidad de caudales mayores que caudales menores a esa cantidad. Eso es la mediana (estadística), que se denota Qe, de la serie de caudales de ese mes. La media (estadística) es el promedio matemático de los caudales de ese mes y se denota {\displaystyle {\overline {Q}}}. 
Una vez calculados para cada mes, ambos valores son calculados para todo el año y pueden ser leídos en la columna vertical al lado derecho del diagrama. El significado de la probabilidad de excedencia del 5% es que, estadísticamente, el caudal es mayor solo una vez cada 20 años, el de 10% una vez cada 10 años, el de 20% una vez cada 5 años, el de 85% quince veces cada 16 años y la de 95% diecisiete veces cada 18 años. Dicho de otra forma, el 5% es el caudal de años extremadamente lluviosos, el 95% es el caudal de años extremadamente secos. De la estación de las crecidas puede deducirse si el caudal depende de las lluvias (mayo-julio) o del derretimiento de las nieves (septiembre-enero).

## Historia
Luis Risopatrón lo describe en su Diccionario Jeográfico de Chile:: 608 
Oro (Río del). Tiene bastante caudal pero es muy somero i de curso mui tortuoso, por lo que no se le puede navegar; afluye del N a la bahía Snug del estrecho de Magallanes en la que deposita un gran banco.